# Ampittia parva
Ampittia parva is een vlinder uit de familie van de dikkopjes (Hesperiidae). De wetenschappelijke naam van de soort is voor het eerst geldig gepubliceerd in 1925 door Per Olof Christopher Aurivillius.